# Університет Махіндра
Університет Махіндра — індійський приватний університет, розташований у Гайдарабаді, Телангана, Індія, заснований Mahindra Group . Університет Mahindra спонсорується Mahindra Educational Institutions (MEI), дочірньою компанією Tech Mahindra, флагманської ІТ-компанії Mahindra Group. 